# Karen Fukuhara

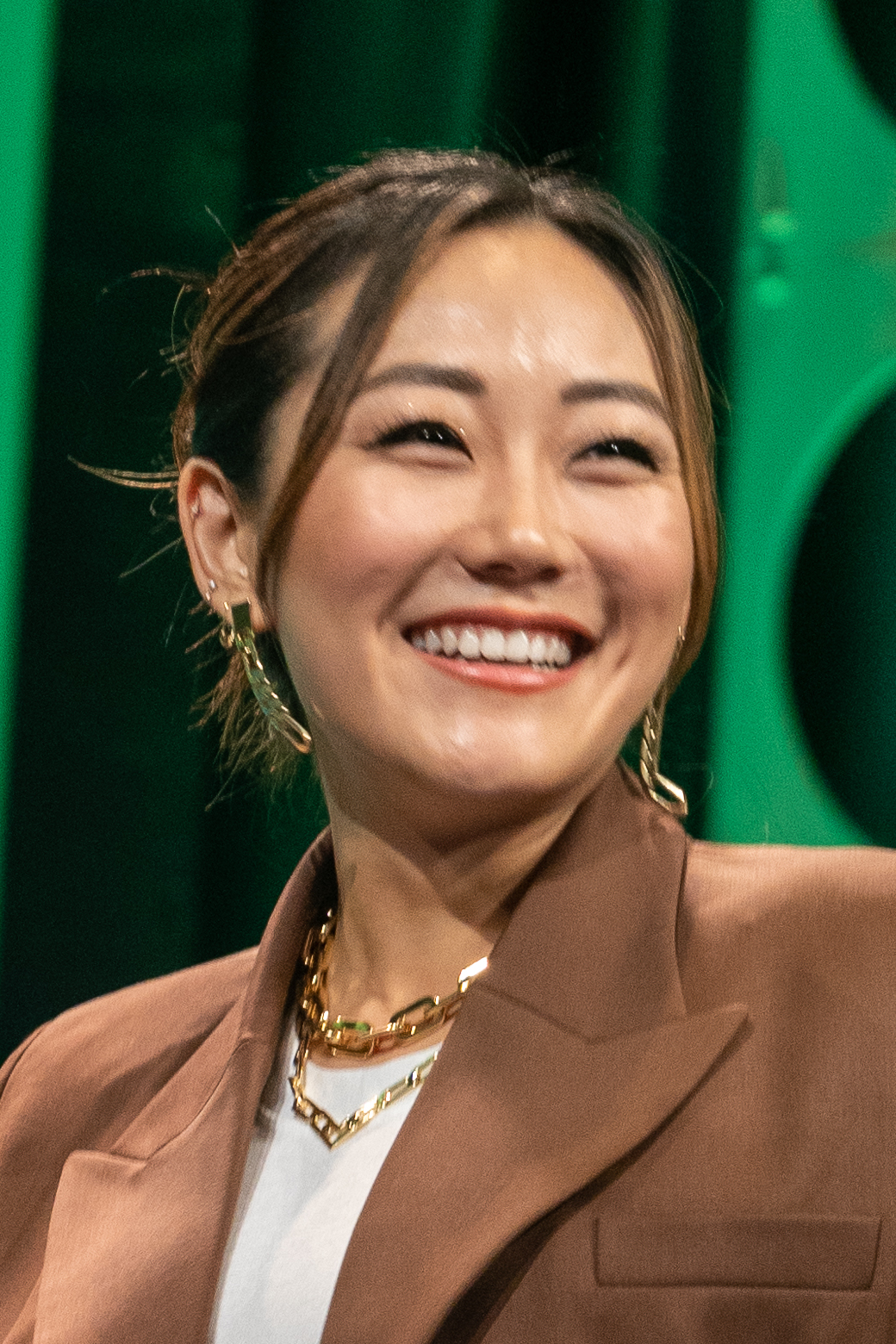
Fukuhara auf der South by Southwest 2022

Karen Fukuhara, auch Karren Fukuhara (anhörenⓘ japanisch 福原 かれん Fukuhara Karen; * 10. Februar 1992 in Los Angeles) ist eine japanisch-US-amerikanische Schauspielerin, die vor allem durch ihre Rollen der Superheldin Katana (Tatsu Yamashiro) in Suicide Squad und als Kimiko Miyashiro (The Female) in der Serie The Boys bekannt ist.

## Leben
Karen Fukuhara wurde 1992 in der Metropole Los Angeles im US-Bundesstaat Kalifornien geboren; im kalifornischen Geburtsregister ist der Familienname ihrer Mutter mit Kanzaki angegeben. Ihre Schulausbildung absolvierte sie in ihrer Heimatstadt und kam im fortgeschrittenen Alter an die UCLA, wo sie ebenfalls Schauspielklassen besuchte und während dieser Zeit in diversen Shows im japanischen Fernsehen auftrat. Im Jahre 2014 schloss Fukuhara, die als Hauptfächer Soziologie und Schauspiel wählte, sowie der universitätseigenen A-cappella-Gruppe medleys a cappella angehörte, ihre dortige Laufbahn ab. Die ausgebildete Martial-Arts-Kämpferin, die in ihrem Sport mehrfache Meisterin ist, wurde im Frühjahr 2015 in die Rolle der Superheldin Katana, mit bürgerlichem Namen Tatsu Yamashiro, in den im Sommer 2016 veröffentlichten Film Suicide Squad gecastet. In der DC-Comics-Verfilmung über das gleichnamige Antiheldenteam Suicide Squad ist sie somit in einer der vielen Hauptrollen zu sehen. Aktuell wird Fukuhara vom United Talent Agency und vom Hyper Talent Management vertreten und lebt in Toronto.

## Filmografie
- 2016: Suicide Squad
- 2018–2020: She-Ra und die Rebellen-Prinzessinnen (She-Ra and the Princesses of Power, Fernsehserie, 48 Folgen, Stimme)
- 2018–2025: Craig of the Creek (Fernsehserie)
- 2019: Stray
- seit 2019: The Boys (Fernsehserie)
- 2020: Bobbleheads – The Movie (Stimme)
- 2020: Kipo und die Welt der Wundermonster (Kipo and the Age of Wonderbeasts, Fernsehserie, 30 Folgen, Stimme)
- 2022: Bullet Train
- 2023: Craig Before the Creek (Stimme)
- 2024: Tomb Raider: The Legend of Lara Croft (Stimme)

## Anmerkung
1. ↑  lt. dem kalifornischen Geburtsregister auch Karren Fukuhara

| Personendaten    | Personendaten                                |
| ---------------- | -------------------------------------------- |
| NAME             | Fukuhara, Karen                              |
| ALTERNATIVNAMEN  | Fukuhara, Karren                             |
| KURZBESCHREIBUNG | japanisch-US-amerikanische Schauspielerin    |
| GEBURTSDATUM     | 10. Februar 1992                             |
| GEBURTSORT       | Los Angeles, Kalifornien, Vereinigte Staaten |